# 1945 en Finlande
Chronologie de la Finlande
- 1941
- 1942
- 1943
- 1944
- 1945
- 1946
- 1947
- 1948
- 1949

Cette page concerne les évènements survenus en 1945 en Finlande  :

## Évènement
- septembre 1944-avril : Guerre de Laponie
- 23 octobre 1944-26 avril : Libération du Finnmark
- 17-18 mars : Élection du Parlement finlandais (en)
- 17 avril : 
  - Fin du gouvernement Paasikivi II
  - Début du gouvernement Paasikivi III
- Procès pour responsabilité de guerre

## Sport
- Championnat de Finlande de football 1945
- Championnat de Finlande de football 1945-1946
- Championnat de Finlande de hockey sur glace 1944-1945
- Championnat de Finlande de hockey sur glace 1945-1946

## Création
- École anglaise (Helsinki) (en)
- Institut finlandais de la santé au travail (en)
- Libero (magazine) (en)

## Naissance
- Agneta Ara (fi), poétesse.
- Marita Gleisner (sv), écrivaine.
- Irmeli Jung, photographe.
- Pirkko Koskenkylä (fi), journaliste de télévision et écrivain.
- Marja-Leena Piitulainen (fi), professeure.
- Juha Valste (fi), biologiste.

## Décès
- Pekka Aho, journaliste.
- Antti Halonen (fi), peintre.
- Eino Koskinen (fi), sprinteur.
- Ain'Elisabet Pennanen (fi), écrivaine et poétesse.
- Aarne Tenhovaara (fi), photographe.